# Museu Marítimo Merseyside
Museu Marítimo Merseyside é um museu temático marítimo. O local recebe cerca de 945 254 visitantes anualmente e esta localizado na cidade de Liverpool.

## História
O museu foi fundado em 1980. Inaugurou oficialmente em 1980.